# Geranium donianum
Geranium donianum är en näveväxtart som beskrevs av Robert Sweet. Geranium donianum ingår i släktet nävor, och familjen näveväxter. Inga underarter finns listade i Catalogue of Life.